# Ictidodon
Ictidodon — вимерлий рід тероцефалових терапсид пізньої пермі в ПАР. Типовий вид Ictidodon agilis був названий південноафриканським палеонтологом Робертом Брумом у 1925 році. Брум відніс Ictidodon до Scaloposauridae, групи дрібних тероцефалів, які зараз вважаються ювенільними формами більших тероцефалів. Іктідодон та багато інших скалопозавридів тепер класифікуються як базальні члени клади Baurioidea.